# Zoë Winters
Zoë Winters, född den 20 februari 1985 i Santa Cruz, är en amerikansk skådespelerska.
Zoë Winters har medverkat i TV-serien Succession där hon spelade den återkommande karaktären Kerry Castellabate. Hon har även medverkat i filmen Materialists där hon spelade Sophie, en av huvudrollerna.

## Filmografi (i urval)
- 2019–2023 – Succession (TV-serie)
- 2025 – Materialists